# Ростовская валютно-фондовая биржа
Ростовская валютно-фондовая биржа — валютная и фондовая биржа, действовавшая в Ростове-на-Дону,  была единственная на юге России.

## Деятельность
Ростовская биржа работала в общероссийской торгово-депозитарной системе Московской межбанковской валютной биржи, к которой были подключены удаленные площадки еще шести региональных бирж, находящиеся в основных финансово-промышленных центрах России – административных центрах федеральных округов. Автоматизированный торгово-депозитарный комплекс основан на передовых технических и проектных решениях и позволяет банкам и инвестиционным компаниям региона участвовать в торгах ценными бумагами, иностранной валютой, инструментами срочного и товарного рынков в режиме реального времени. Расчеты по сделкам осуществляет Расчетная палата биржи. На базе Ростовской биржи действовал филиал Национального депозитарного центра.